# Ophiothrix suensoni
Ophiure des éponges
Espèce
L’ophiure des éponges (Ophiothrix (Acanthophiothrix) suensoni) est une espèce d'ophiures (Ophiuroidea), de la famille des Ophiotrichidae.

## Morphologie et anatomie
Le corps est formé d'un disque central aplati (1-2 cm de diamètre chez l'adulte) d'où rayonnent cinq longs bras pouvant atteindre 10 cm, garnis de nombreuses épines très fines et plus ou moins translucides (ressemblant presque à des poils). La couleur de cette ophiure est extrêmement variable (bleu, rouge, jaune, gris...), mais elle a toujours une ligne noire (ou très sombre) longitudinale sur la crête des bras.
La bouche est située au centre de la face inférieure, et est connectée directement aux viscères. Ceux-ci sont centraux et tous contenus dans le disque central, avec un gros estomac, mais pas d'anus (les déjections se font par la bouche).

## Habitat et répartition
Cette espèce est exclusivement marine, et habite le Golfe du Mexique, de Cuba au Venezuela.
On la rencontre depuis les premiers mètres jusqu'à une quarantaine de mètres de profondeur, et parfois jusqu'à plus de 450 m. 
Elle vit presque exclusivement en association avec des éponges, notamment Callyspongia vaginalis, Niphates digitalis et Callyspongia plicifera, mais on peut aussi la trouver sur des coraux ou des hydrozoaires.

## Écologie et comportement

### Alimentation
Ces ophiures sont des microphages qui se nourrissent principalement de plancton, de larves ou de jeunes invertébrés (mollusques, annélides). Ils les captent dans l'eau en levant leurs bras ou les interceptent dans le courant ou sur le fond. Comme tous les ophiures, l'ophiure des éponges ne possède pas d'anus ; les déchets métaboliques et alimentaires sont rejetés par la bouche.

### Reproduction
Les glandes génitales s'ouvrent dans des poches situées, au nombre d'une paire, à la base de chacun des cinq bras. Les gamètes sont émises en pleine eau grâce à un signal phéromonal, où elles se fécondent et produisent des larves pélagiques, à structure et à métamorphoses complexe, dites ophiopluteus. Celles-ci évoluent quelques semaines parmi le plancton avant de se déposer sur le sédiment pour entamer leur métamorphose.